# Bârsana
Bârsana (Barcánfalva en hongrois) est une commune roumaine du județ de Maramureș, dans la région historique de Transylvanie et dans la région de développement du Nord-Ouest.

## Géographie
La commune de Bârsana est située au nord-est du Județ, dans la vallée de l'Iza, à 18 km au sud-est de Sighetu Marmației, la capitale historique de la Marmatie et à 70 km à l'est de Baia Mare, la préfecture du Județ.
La commune est composée du village de Bârsana (4 270 habitants en 2002) et de celui de Nănești (533 habitants en 2002). Le village d'Oncești, qui faisait partie de la commune de Bârsana, s'en est détaché en 2004 et a été érigé en commune.

## Histoire
La première mention écrite de Bârsana date de 1326, quand le Roi de Hongrie, Charles Robert de Hongrie, premier roi de la dynastie d'Anjou, donne le village à Stan Barsan.
En 1717, lors des dernières invasions des Tatares, le village est détruit. Trois années plus tard, en 1720, était construite l'église de la Présentation de la Vierge au Temple, inscrite à l'inventaire du Patrimoine mondial par l'UNESCO en 1999 avec plusieurs autres églises du Județ.
Bârsana a abrité jusqu'à la Seconde Guerre mondiale une importante communauté juive (413 personnes dans le village même en 1930) qui fut exterminée par les Nazis durant la Shoah.

## Politique
| Parti | Parti                                      | Sièges |
| ----- | ------------------------------------------ | ------ |
|       | Parti social-démocrate (PSD)               | 9      |
|       | Parti national libéral (PNL)               | 2      |
|       | Alliance des libéraux et démocrates (ALDE) | 1      |
|       | Parti Mouvement populaire (PMP)            | 1      |

## Démographie
En 1910, la commune comptait 4 823 Roumains (86,1 % de la population) et 710 Allemands (12,7 %).
En 1930, les autorités recensaient 5 215 Roumains (89,1 %) et 595 Juifs (10,2 %).
En 2002, la commune comptait 6 342 Roumains (99,8 %) , avant le détachement d'Oncești.
Lors du recensement de 2011, 96,7 % de la population se déclarent roumains (3,3 % ne déclarent pas d'appartenance ethnique).
En 2002, la composition religieuse de la commune était la suivante :
- Chrétiens orthodoxes, 86,72 % ;
- Catholiques grecs, 7,82 % ;
- Pentecôtistes, 3,10 %.

## Économie
La commune disposait en 2002, avant la scission avec le village d'Oncești de 6 650 ha de terres agricoles et de 2 395 ha de forêts.

## Lieux et monuments

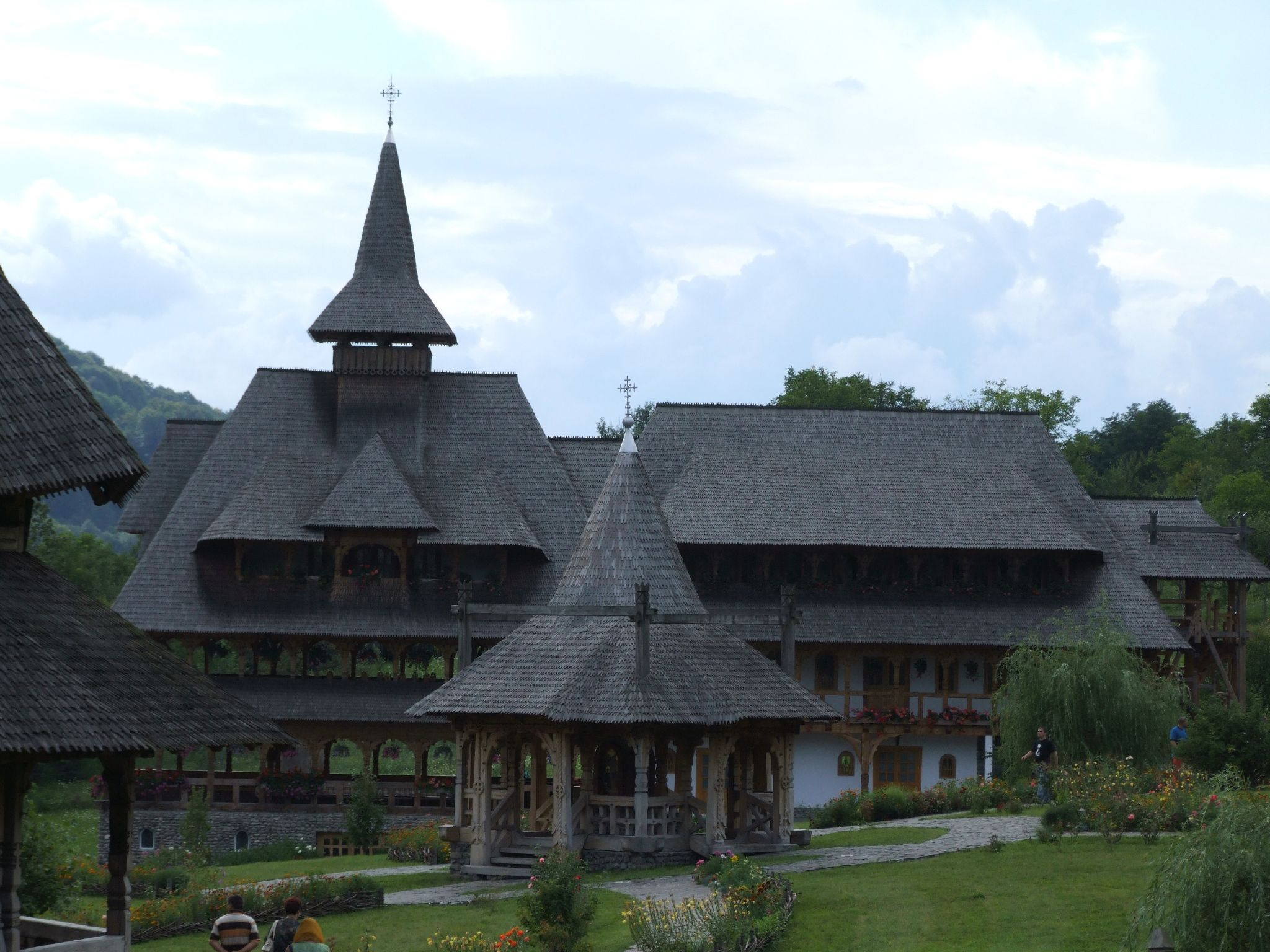
Le monastère de Bârsana.

- Église en bois de la Présentation de la Vierge au Temple, (1720), inscrite en 1999 sur la liste du Patrimoine mondial par l'UNESCO[6]. L'église, de rite orthodoxe, qui a d'abord été une église abbatiale, est devenue l'église paroissiale du village après son transfert en 1806. Elle possède un ensemble de peintures décoratives d'une valeur particulière par la cohérence de son programme et un curieux portique d'entrée à deux niveaux[7].
- Monastère « Soborul Sfintilor 12 Apostoli » construit après la révolution de 1989[8].